# Batalla de l'església de Salem
La batalla de l'església de Salem, també coneguda com la batalla del gual de Bank, fou un enfrontament armat que va tenir lloc els dies 3 i 4 de maig de 1863, al comtat de Spotsylvania, Virginia, com a part de la campanya de Chancellorsville de la Guerra Civil dels Estats Units.

## Antecedents
Després d'ocupar els alts de Marye, el 3 de maig, com a resultat de la segona batalla de Fredericksburg, el VI cos del general John Sedgwick, format per uns 23.000 homes, va marxar per la carretera d'Orange Plank amb l'objectiu de contactar amb la força del general Joseph Hooker a Chancellorsville. En aquesta operació va ser retardat per la brigada de Cadmus M. Wilcox durant la tarda del 3 de maig, abans de detenir-se a l'església de Salem.
Després de rebre notícies de l'avanç de Sedgwick a Fredericksburg, el general Robert E. Lee va separar la divisió de Lafayette McLaws de les línies de Chancellorsville i les va dirigir a l'església de Salem. La divisió de McLaws va arribar a la posició de Wilcox al voltant de l'església de Salem poc després del migdia, reforçada per la brigada de William Mahone de la divisió de Richard H. Anderson.

## Batalla

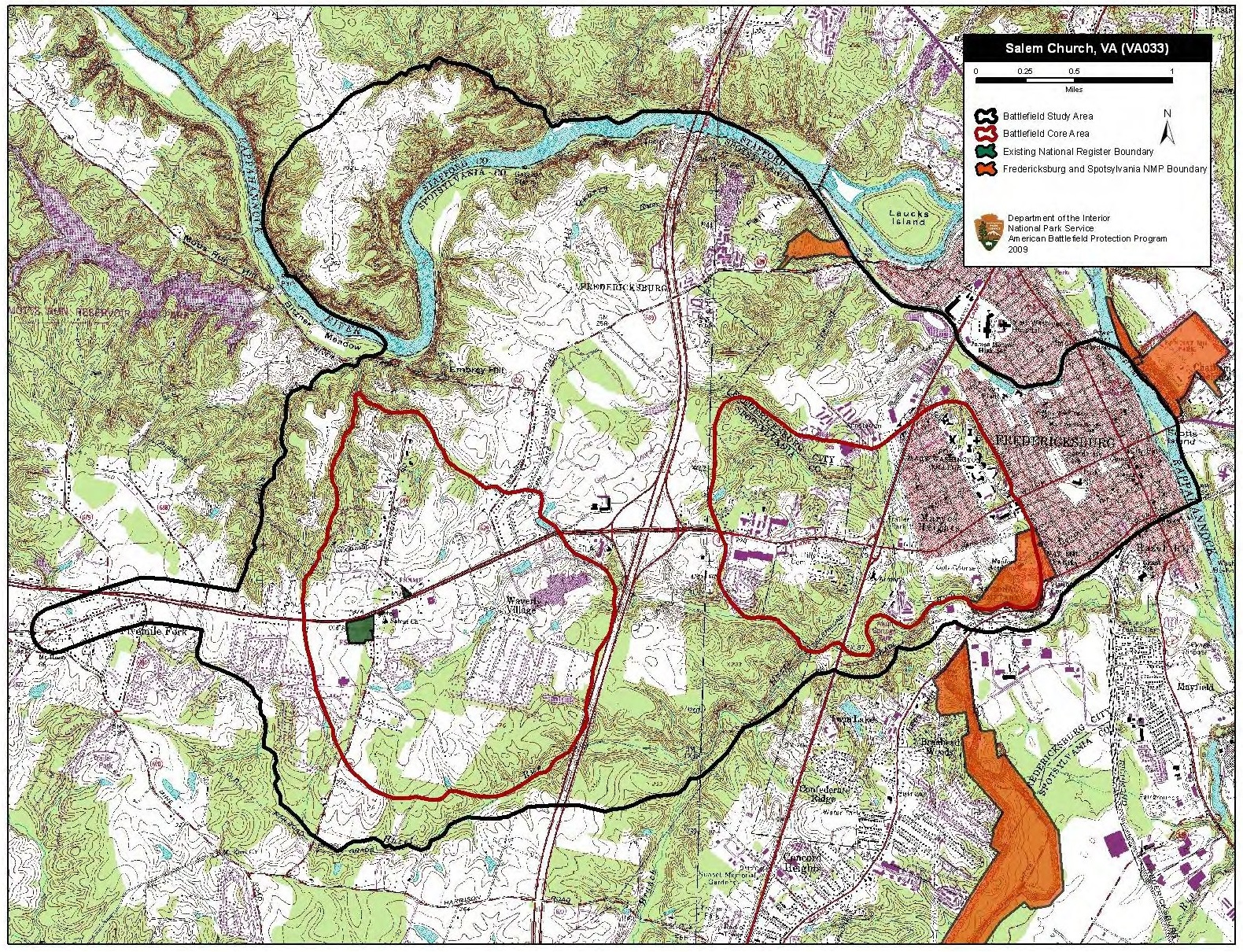
Mapa del camp de batalla de l'església de Salem i zones d'estudi (programa americà de protecció dels camps de batalla).

Sedgwick va creure que s'enfrontava a una sola brigada d'infanteria, de manera que cap a les 15.30 va atacar les posicions confederades només amb la divisió de W. T. H. Brooks. Brooks va aconseguir fer retrocedir el flanc dret de McLaws, però un contraatac va aturar l'atac de la Unió i va obligar Brooks a retirar-se a la seva posició original; la posta de sol va fer detenir els combats abans que s'hi impliquessin altres unitats. Durant la nit, Lee va ordenar Early que ataqués el flanc esquerre de Sedgwick al matí, mentre que McLaws atacaria la dreta de la Unió. Durant la nit, Sedgwick no va rebre més ordres de Hooker que no fossin autoritzacions per retirar-se a l'altra banda del riu si Sedgwick ho considerava necessari.
A les 7 del matí del 4 de maig, Early va recapturar els alts de Marye i es va dirigir cap a l'oest fins que va arribar a les línies principals de Sedgwick, aturant-se després de veure's sotmès a un foc intens. Durant la resta del matí, Early va llançar una sèrie d'atacs poc coordinats contra la posició de Sedgwick, tots els quals van ser refusats.
Cap a les 11 del matí del 4 de maig, el general Sedgwick tenia enemics en tres direccions; a l'oest el cos principal de Lee i l'església de Salem, al sud la divisió d'Anderson i a l'est la divisió de Early. Quan el general Sedgwick va sentir rumors de l'arribada de reforços procedents de Richmond, va considerar que la seva situació era cada cop més difícil. Ja tenia una línia de sis quilòmetres de longitud ocupada per 20.000 soldats contra 25.000 confederats, i amb només un cap de pont per retirar-se en cas de necessitat, unes 5.000 baixes i, possiblement, més confederats a punt d'arribar. Va comunicar la seva difícil situació al general Hooker i va demanar que l'exèrcit principal l'ajudés, però el general Hooker va respondre que no ataqués tret que l'exèrcit principal fes el mateix. Mentrestant, quan el general Lee arribà la quarter general de McLaws a les 11 del matí; aquest l'informà que no se sentia prou fort per llançar un atac i va demanar reforços. A Anderson se li va ordenar portar les altres tres brigades de la seva divisió i situar-les entre McLaws i Early; després va llançar més atacs, que també van ser refusats.
El general Benham del cos d'enginyers dels Estats Units havia afegit un pont a la presa de Scott per ajudar a comunicar-se amb Hooker. Quan es va planificar la retirada, el 4 de maig, el general Benham va afegir un segon pont i ell i Sedgwick van acordar travessar durant la nit per no perdre una gran part del seu cos. A les 18.00 del 4 de maig es va produir l'atac final confederat i es va rebutjar. El 6è cos de la Unió va començar a retrocedir cap a una línia més petita planificada prèviament situada més a la vora dels ponts i va començar la retirada sense pèrdues.

## Conseqüències
Després de la posta, Sedgwick va enviar a Hooker un missatge recomanant que el VI cos es retirés a través del riu. Després que Hooker enviés la seva aprovació a la una del matí, Sedgwick es va retirar per dos ponts de pontons en el gual de Banks; la retirada es completà cap a les 4 de la matinada. En sentir que Sedgwick havia estat rebutjat, Hooker va abandonar tota la campanya, fent que tot el cos principal de l'exèrcit de la Unió travessés el riu Rappahannock a la riba nord, cap al camp federal de Falmouth, acció que es produí durant la nit del 5 al 6 de maig.